# Ceratinostoma ostiorum
Ceratinostoma ostiorum är en tvåvingeart som först beskrevs av Alexander Henry Haliday 1832.  Ceratinostoma ostiorum ingår i släktet Ceratinostoma och familjen kolvflugor. Inga underarter finns listade i Catalogue of Life.